# Pakistán en los Juegos Paralímpicos de Río de Janeiro 2016
Pakistán estuvo representado en los Juegos Paralímpicos de Río de Janeiro 2016 por un deportista masculino.

## Medallistas
El equipo paralímpico pakistaní obtuvo las siguientes medallas:
| Nombre     | Deporte   | Evento                          |
| ---------- | --------- | ------------------------------- |
| Oro        |           |                                 |
| —          |           |                                 |
| Plata      |           |                                 |
| —          |           |                                 |
| Bronce     |           |                                 |
| Haider Ali | Atletismo | Salto de longitud T37 masculino |